# Carl Banck
Carl Ludwig Albert Banck (Magdeburg, 27 de maig de 1804 - Dresden, 28 de desembre de 1889) fou un compositor alemany.
Fou deixeble de Friedrich Schneider, i passà a Itàlia amb el poeta C. Alejandro, amic seu, perfeccionant els seus estudis i adquirint la manera fàcil i elegant dels mestres italians, que tant contribuí a la popularització que assoliren les seves melodies. Al tornar a Alemanya fixà la seva residència a Dresden, i redactà els articles de crítica musical en el Diari d'aquesta ciutat.
Entre les seves obres destaquen: Deutscher Liederbuch, Marien Lieder (Cants a Maria)), Abendruhe (Descans vespertí), etc.